# 東陽バス久手堅連絡所
東陽バス久手堅連絡所（とうようバスくでけんれんらくしょ）は、沖縄県南城市知念字久手堅にあった東陽バスのバス営業所である。
現在、営業所跡地付近には斎場御嶽入口バス停がある。
38番・志喜屋線の発着地・待機所となっていたが、2006年（平成18年）12月1日のダイヤ改正で、体育センター入口バス停（現、斎場御嶽入口バス停）止まり、および当連絡所発便がなくなり、全て那覇バスターミナル、および志喜屋発着となった。
閉鎖前は志喜屋方面から那覇行きに乗って来たら、ここで先発便に乗り換える事になっていた。
なお、2019年（令和元年）10月1日のダイヤ改正で斎場御嶽入口止まりが338番・斎場御嶽線として再設定されたが、専用待機場の復活は行われず、南城市地域物産館前にスペースを設置し折り返している。

## 経緯
- 2006年12月1日 閉鎖。馬天営業所へ統合。

## 構造
- 待合所や事務所はあるがホームなどは無く、駐車場のようにバスが停車できるようになっていた。

## 周辺
- 勤労者体育センター
- 知念郵便局
- 斎場御嶽
- 知念岬公園

## 接続していた路線
- 38番・志喜屋線

## 隣のバス停
- 38番
久手堅 - 久手堅連絡所（体育センター入口（現、斎場御嶽入口）） - 知念海洋レジャーセンター前